# Erpetogomphus constrictor
Erpetogomphus constrictor – gatunek ważki z rodziny gadziogłówkowatych (Gomphidae). Występuje na terenie Ameryki Środkowej.